# Tjustbanan

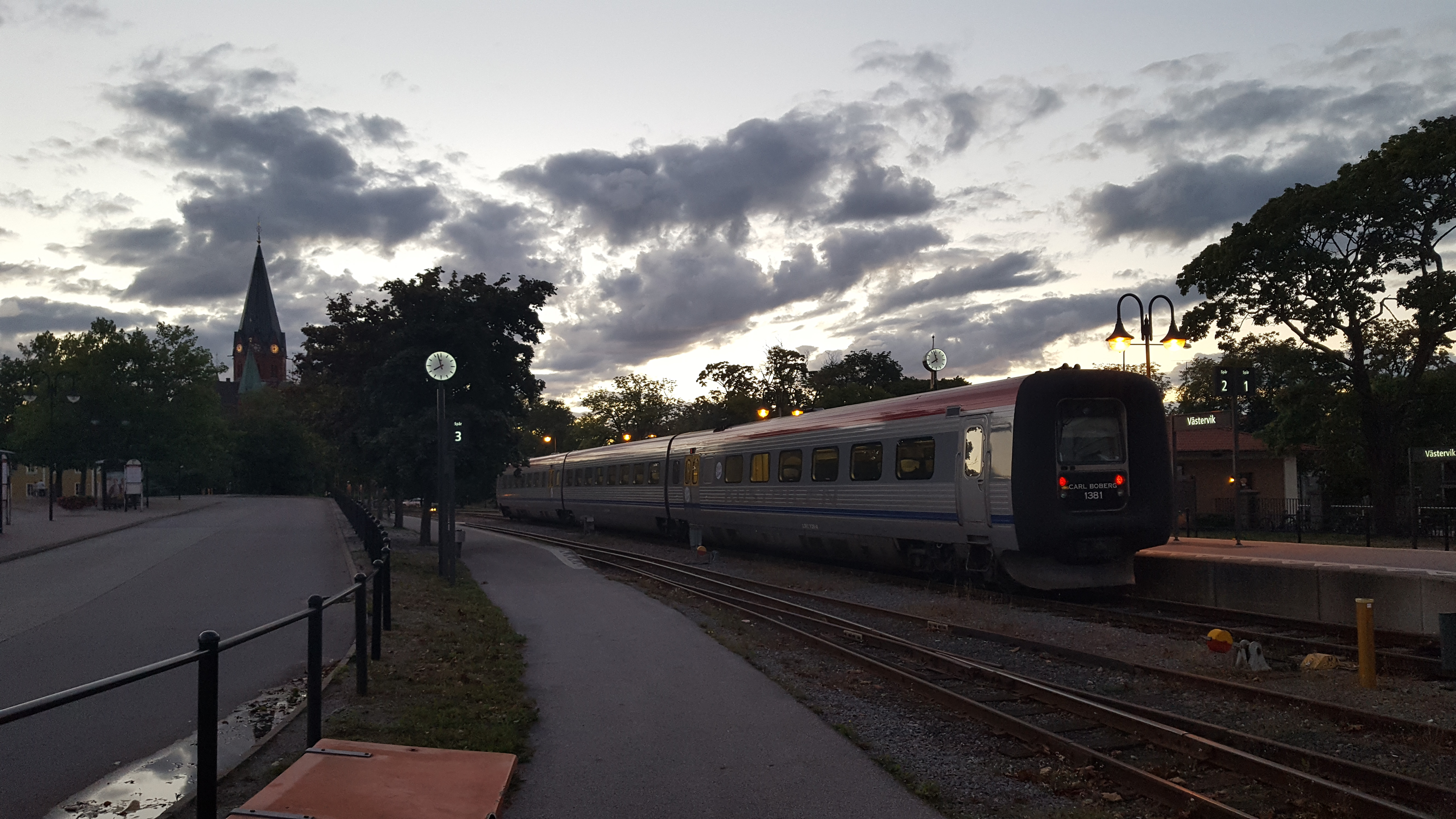
Kustpilen (Y2) vid Västerviks station i september 2016.

Tjustbanan är en 116 km lång järnväg mellan Linköping och Västervik via Åtvidaberg. Järnvägen är normalspårig (1435 mm spårvidd) och ej elektrifierad. Sträckan närmast Västervik, från Jenny och österut, är ett treskensspår som tillåter tåg på smalspårbanan (891 mm) från Hultsfred att färdas på samma bana.
Benämningen Tjustbanan började användas på 1990-talet. Delen Linköping - Bjärka-Säby i Linköpings kommun delas med Stångådalsbanan.
Sveriges första biogasdrivna tåg kördes på Tjustbanan.
Tjustbanans framtid är en viktig fråga för regionen i termer av regionförstoring och möjlighet till stärkt arbetsmarknad genom förbättrade pendlingsmöjligheter.

## Historia
Större delen av Tjustbanan består av banvallen till Västervik–Åtvidaberg–Bersbo Järnväg som byggdes med 891 mm smalspår år 1879. Denna bana breddades till normalspår 1964.

## Trafik
De stationer/hållplatser som trafikeras med persontåg är Linköping C, Tannefors (vissa avgångar), Basthagen (vissa avgångar), Åtvidaberg, Falerum, Överums bruk, Gamleby, Tjustskolan (vissa avgångar) och Västervik. Persontrafiken på Tjustbanan och Stångådalsbanan sköts sedan 12 december 2021 av SJ på uppdrag av de berörda länens regionala kollektivtrafikmyndigheter. Trafiken bedrivs under varumärket Krösatågen (tidigare Kustpilen), med sex motorvagnståg littera Y2 samt med fem stycken Y31-motorvagnar. Under perioden 2008–2021 sköttes trafiken av Transdev.
I april–maj 2010 levererades fyra nya tågsätt av typen Itino (littera Y31) för trafik uteslutande på Tjustbanan. Mellan 18 januari 2010 och april–maj 2010 skedde all persontrafik med ersättningsbussar.
En större upphandling tillsammans med ett antal andra länstrafikbolag görs för nya tåg för leverans omkring 2024-2025.

## Signalsystem
Banans signalsystem är av System R, vilket innebär att lokförarens körbesked på delar av banan kommer via radio istället för via optiska signaler och ATC-baliser.  System R baseras  på samma teknik som i den ATC (Automatic Train Control) som idag används på Södra stambanan. Meddelandena för System R kommer från radioblockcentralen, ett ställverk, placerat i Linköping. Sträckan med treskensspår mellan Västervik och Jenny har dock vanlig ATC för att möjliggöra smalspårståg utan System R att gå. Trafikverkets regelverk tillåter tåg utan fungerande ATC eller ERTMS att gå i 80 km/h.
ERTMS och System R kodar inte meddelanden på samma sätt. En  konsekvens av detta är att nya tåg som bara har ERTMS förinstallerat inte kan köras på Tjustbanan alls förrän system R på banan bytts ut mot ERTMS, ERTMS regional eller att de nya tåg som skall trafikera banan kan utrustas med ATC och den typ av radio som ingår i System R. Planen var att byta till ERTMS eller ERTMS regional för alla banor med System R, men detta har inte tagits med i den nationella planen 2018–2029, eftersom det är mycket kostsamt. Det finns 2020 ingen publicerad  plan för hur problemet med signalutrustningen i tågen långsiktigt skall lösas, även om man beslutat avvakta med installation av ERTMS i Linköping tills Ostlänken invigs. Det får nackdelen att tåg med enbart ERTMS under flera år inte kan gå på sträckan mellan Öresundsbron och Stockholm, vilket EU egentligen krävt.